# Roding, Đức
Roding (tiếng Đức: [ˈʁoːdɪŋ] ⓘ) là một thị trấn nằm ở huyện Cham gần biên giới với Séc, thuộc bang Bayern, Đức.